# Кравцов, Олег Эдуардович
Кравцов Олег Эдуардович (род. 7 мая 1961, Кызыл) — белорусский юрист, Председатель Республиканского трудового арбитража Республики Беларусь (с 2012).
После окончания в 1990 году юридического факультета Белорусского государственного университета работал следователем прокуратуры, судьёй суда Московского района города Бреста, с июня 1995 года по март 2003 года — первым заместителем, начальником управления юстиции Брестского облисполкома. С марта 2003 года работал заместителем министра юстиции республики Беларусь. С 29 августа 2006 года - директор Национального центра правовой информации Республики Беларусь.
10 апреля 2012 г. в соответствии с Указом Президента Республики Беларусь №162 назначен Председателем Республиканского трудового арбитража.
28 июня 2013 г. Олег Кравцов освобожден от должности Председателя Республиканского трудового арбитража в связи с ликвидацией названного государственного органа.